# منبع تغذیه

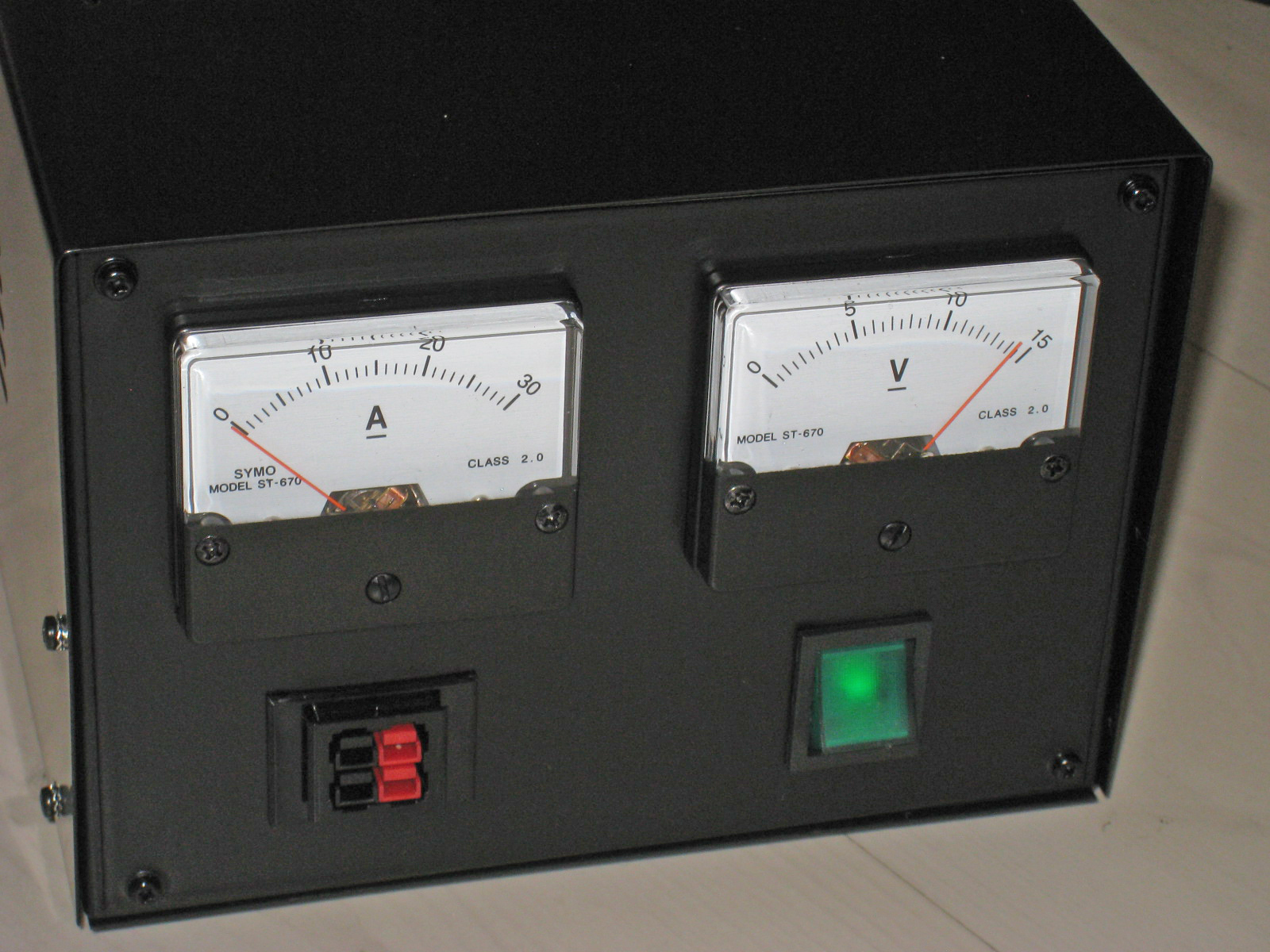
یک منبع تغذیه سادهٔ رومیزی

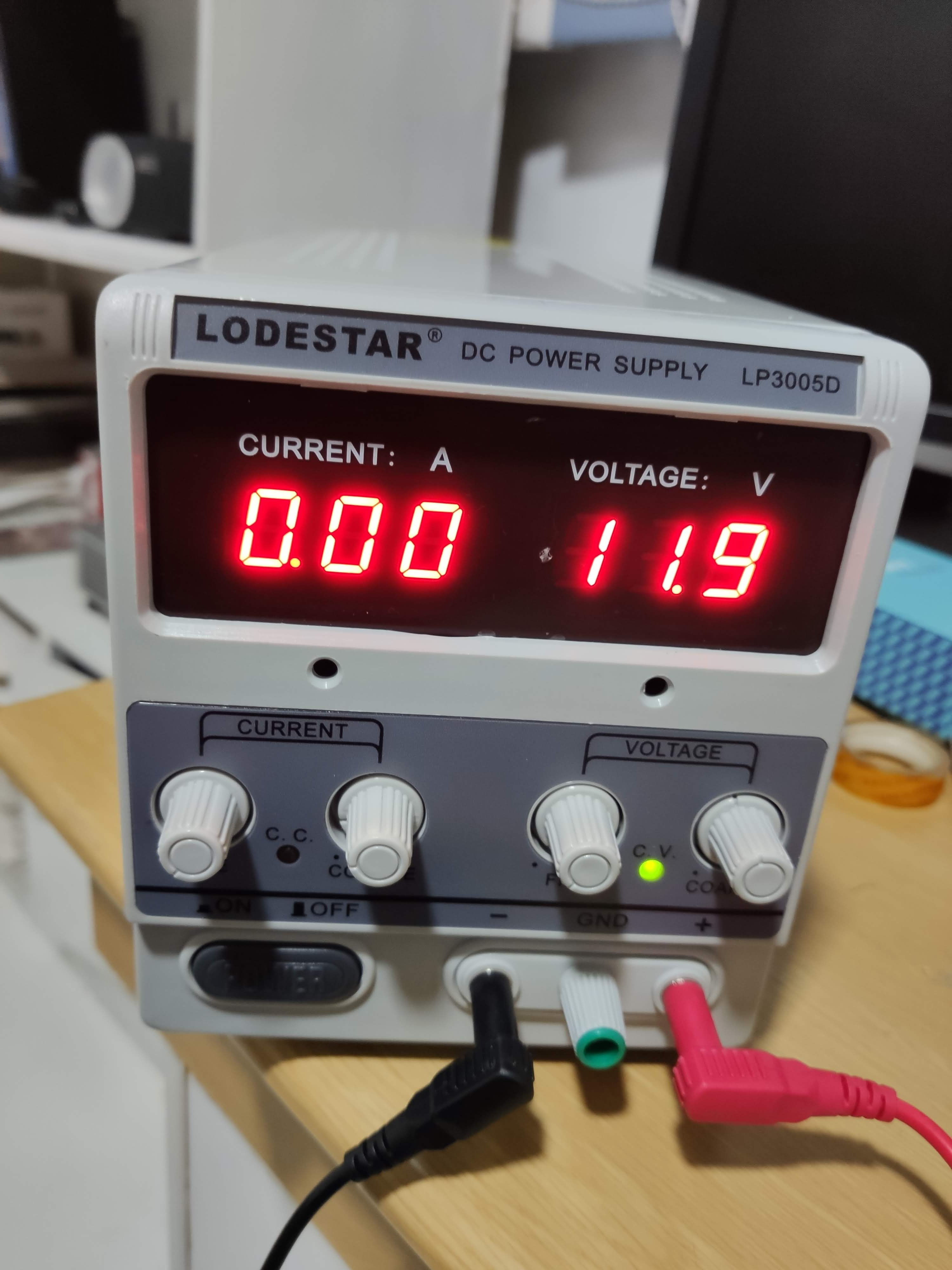
منبع تغذیه رومیزی الکترونیکی با خروجی «کانکتور موزی».

منبع تغذیه یا پاور ساپلای (به انگلیسی: Power supply) دستگاهی است که توان الکتریکی مورد نیاز را برای مصرف‌کننده الکتریکی یا بار الکتریکی تأمین می‌کند.
منبع تغذیه ممکن است یک دستگاه مجزا یا بخشی از یک دستگاه دیگر باشد. تمامی دستگاه‌های الکترونیکی که ما به صورت روزمره با آن‌ها سر و کار داریم به نوعی از منبع تغذیه استفاده می‌کنند. تلویزیون، کامپیوتر، لپ‌تاپ و … دستگاه‌هایی هستند که دائماً با آن‌ها سر و کار داریم در درون خود از منبع تغذیه استفاده می‌کنند. دلیل استفاده از منبع تغذیه برای هر دستگاه، تأمین ولتاژ و جریان مناسب برای همان دستگاه است.
به عبارت دقیق‌تر، وظیفه منبع تغذیه، دریافت انرژی الکتریکی از یک منبع انرژی (برقی، مکانیکی، شیمیایی، خورشیدی) و تبدیل آن به ولتاژ، جریان و فرکانس مناسب برای تغذیهٔ بار است. یک منبع تغذیهٔ تثبیت‌شده (Regulated)، می‌تواند ولتاژ یا جریان خروجی خود را تا حد معینی تقریباً ثابت نگه دارد.
ویژگی‌های اصلی منبع تغذیه عبارتند از:
- نوع و دامنهٔ ولتاژ و جریانی که برای بار تأمین می‌کند.
- پایداری ولتاژ یا جریان خروجی به ازای بارهای الکتریکی مختلف.
- مدتی که می‌تواند انرژی را بدون سوخت‌گیری یا شارژ تأمین کند (در منابع تغذیه که منابع انرژی قابل حمل دارند).

## انواع منابع تغذیه
منابع تغذیه را به گونه‌های مختلفی می‌توان دسته‌بندی کرد.
نوع ولتاژ خروجی، نحوه عملکرد، خروجی ثابت یا متغیر از جمله ویژگی‌هایی است که می‌توان بر اساس آن منابع تغذیه را دسته‌بندی کرد. در این بین دسته‌بندی از نظر نحوه عملکرد فنی‌تر و در عین حال رایج تر می‌باشد.

### دسته‌بندی از نظر نحوه عملکرد